# Sukhothaj
Sukhothaj, což v překladu znamená „Úsvit štěstí“, bylo hlavní město stejnojmenného království po přibližně 140 let. Založeno bylo roku 1238. Nachází se asi 12 km od města Sukhotaj Thani, které slouží jako centrum celé provincie.
Dva přátelé – Pho Khun Pha Mueang z Muang Rad a Pho Khun Bang Klang Hao z Muang Bangyang – zde spojili svoje síly a porazili Khmery, kteří měli v té době nadvládu nad celou touto částí světa.
Historické město Sukhothaj je od roku 1991 součástí světového kulturního dědictví UNESCO. K roku 2014 zde bylo při archeologických vykopávkách odhaleno 193 chrámů.